# Đăk Rơ Nga
Đăk Rơ Nga là một xã thuộc huyện Đăk Tô, tỉnh Kon Tum, Việt Nam.
Xã Đăk Rơ Nga có diện tích 113,20 km², dân số năm 2019 là 3.599 người, mật độ dân số đạt 32 người/km².